# Hans Langseth
Pour les articles homonymes, voir Langseth.
Hans Nilson Langseth a , né le 14 juillet 1846 à Eidsvoll, en Norvège, et mort le 10 novembre 1927 à Wyndmere, aux États-Unis, est un Norvégo-américain ayant détenu le record de la plus longue barbe du monde.   

## Biographie
Langseth est né à Eidsvoll en 1846 et a immigré aux États-Unis en 1867. Il épouse Anna Berntsen en 1870 et travaille comme fermier au Minnesota.  
À 19 ans, il commence à laisser pousser sa barbe dans le cadre d'un concours, même si l'on n'est pas sûr qu'il ait remporté ce premier concours. Plus tard, il a voyagé aux États-Unis dans le cadre d'un freak show où il présente sa barbe. 
Langseth est décédé à l'âge de 81 ans à Wyndmere, au Dakota du Nord, et est enterré au cimetière de l'église Elk Creek à Kensett dans l'Iowa. À sa mort, sa barbe mesurait 5 mètres 33. Elle a été donnée au Département d'anthropologie de la Smithsonian Institution en 1967,. 